# Iyuno Hungary
Az Iyuno Hungary (korábban: SDI Media Hungary) az SDI Media Group nemzetközi részlegeinek egyike. A társaság székhelye Magyarország fővárosában, Budapesten található. A vállalat TV-csatornák és filmforgalmazók megbízásából intéz szinkronizált vagy feliratos tartalomváltozatokat. Alapvetően az SDI cégtől közvetlenül lehetett berendelni a magyar változatokat, de bizonyos esetekben az SDI saját fordítást követően partnercéget kért fel a szinkronizálás további munkafolyamataira. Ezt a helyzetet a Viasat 3 által vetített sorozatok stáblistáján gyakran lehetett hallani, miszerint a szinkront az SDI Média megbízásából a Masterfilm Digital készítette. Mint például az X-akták 7-9 szezon között és Buffy a 3. szezontól. Az SDI vállalattal az SDI Sun Hungary néven is találkozhatunk a szinkrongyártó-feltüntetésnél, mint például egy idő után így jelezte az egykori Animax.

## Partnereik
- Animax Eastern Europe
- AXN
- Cartoon Network (CEE)
- Disney Character Voices International
- Nickelodeon
- Viasat 2
- Viasat 3
- Viasat 6
- Viasat Film
- és sokan mások

## Filmek és sorozatok
- Naruto
- Death Note
- Kirarin Revolution
- Bleach
- Bleach: The DiamondDust Rebellion
- Bleach: Memories of Nobody
- Afro Samurai
- Trinity Blood
- Fullmetal Alchemist
- Camp Rock
- Oliver & Company
- Snow Buddies
- The ZhuZhus

## Lásd még
- SDI Media Group
- SDI Media Denmark
- SDI Media Czech Republic
- SDI Media Sweden

## Fordítás
Ez a szócikk részben vagy egészben  a   SDI Media Hungary című angol Wikipédia-szócikk ezen változatának fordításán alapul.  Az eredeti cikk szerkesztőit annak laptörténete sorolja fel. Ez a jelzés csupán a megfogalmazás eredetét és a szerzői jogokat jelzi, nem szolgál a cikkben szereplő információk forrásmegjelöléseként.